# Straßenbahn Charleston (West Virginia)
Die Stadt Charleston im Kanawha County (US-Bundesstaat West Virginia) hatte von 1888 bis 1939 einen Straßenbahnbetrieb. Das Netz bestand aus Stadtlinien in Charleston sowie Überlandlinien über North Charleston nach Dunbar, über South Charleston nach St. Albans sowie über Marmet nach Cabin Creek Junction.

## Geschichte

### Charleston Street Railway
1888 eröffnete die Charleston Street Railway Co. die erste Pferdebahn, die als Ringlinie um das Stadtzentrum fuhr, entlang der Kanawha Street (heute Kanawha Boulevard), Brooks Street, Dryden Street (heute Smith Street) und Capitol Street. Eine zweite Linie wurde kurz darauf von der Capitol Street über die Virginia Street, Central Avenue und 4th Avenue bis zur Patrick Street in West Charleston eröffnet. Sie wurde schließlich von der Capitol Street nach Osten durch die Washington Street bis zur damaligen Stadtgrenze an der Bradford Street verlängert. Damit war das Pferdebahnnetz komplett.

### Charleston Traction Company
Im Jahre 1898 erwarb W. Hazard die Bahn und gründete sie in Charleston Traction Co. um. In den folgenden Jahren elektrifizierte der neue Eigentümer die Strecken.

### Kanawha Valley Traction Company
Schon 1902 wechselte der Eigentümer erneut und die Gesellschaft hieß nun Kanawha Valley Traction Co. 1903 nahm die Bahngesellschaft die Schienen aus der Kanawha Street heraus und führte die Ringlinie stattdessen durch die Quarrier Street. Auch durch die Virginia Street wurden zwischen Capitol Street und Brooks Street Gleise verlegt. Ostwärts verlängerte man die Bahn sowohl durch die Virginia Street als auch die Washington Street durch ein neubesiedeltes Wohngebiet bis zur Duffy Street (heute im Capitol-Komplex) und durch diese hindurch, wodurch eine neue Ringlinie entstand. Eine Verbindungsstrecke durch die Ruffner Avenue zwischen Washington und Virginia Street wurde in dieser Zeit ebenfalls eröffnet. Außerdem wurde eine Strecke von der Drydon Street über den Elk River, durch die Bigley Avenue, Charleston Street (heute Washington Street) und Tennessee Avenue bis zur Virginia Street gebaut. An der Ecke Virginia Street/Tennessee Avenue entstand der neue Betriebshof der Bahn.
1907 entstand im Norden der Stadt auf einer Anhöhe der Edgewood-Park, ein Naherholungszentrum mit Zoo und Vergnügungseinrichtungen, das von der Straßenbahngesellschaft betrieben wurde. Eine neue Straßenbahnstrecke von der Charleston Street/Tennessee Avenue verband diesen Park über die Charleston Street und Edgewood Drive mit der Stadt. Als im gleichen Jahr die Chesapeake and Ohio Railroad, deren Eisenbahnstrecke südlich des Kanawha River entlangführte, ein Verbindungsgleis zur nördlich des Flusses gelegenen Strecke der Kanawha and Michigan Railway plante, wurde zusammen mit dem Straßenbahnbetrieb die Kanawha Bridge and Terminal Co. gegründet. Man baute eine eingleisige Eisenbahnbrücke über den Fluss, deren Gleis jedoch auch von den Straßenbahnen genutzt werden sollte. Die stählerne Flussbrücke wurde an beiden Enden durch Rampen in Form von langgezogenen Jochbrücken aus Holz angebunden, an deren jeweiligem Ende die Straßenbahnstrecke aus dem Eisenbahngleis abzweigt. Eine neue Verbindungsstrecke zum nördlichen Ende der Brückenkonstruktion entstand von der Central Avenue durch die Russell Street und Seventh Street. Die neue Linie nach South Charleston wurde 1908 eröffnet.
Innerhalb der Stadt gab es nun drei Ringlinien, die nur in die angegebene Richtung befahren wurden:
- Innerer Ring: Capitol Street – Quarrier Street – Brooks Street – Smith Street – Capitol Street
- Mittlerer Ring: Capitol Street – Virginia Street – Ruffner Avenue – Washington Street – Capitol Street
- Äußerer Ring: Capitol Street – Washington Street – Duffy Avenue – Virginia Street – Capitol Street

Daneben fuhren Bahnen ab der Capitol Street über Virginia Street und Tennessee Avenue nach Edgewood Park, über Drydon Street, Tennessee Avenue und Central Avenue nach West Charleston (Patrick Street) sowie über die Virginia Street und die Kanawha Bridge nach South Charleston.

### Charleston Interurban Railroad
1910 wurde die Charleston Interurban Railroad Co. mit dem Ziel gegründet, Überlandstrecken zu bauen. Sie pachtete die Kanawha Valley Traction Company und führte nun den Betrieb auf der Straßenbahn. Als erstes wurde 1912 die Strecke nach South Charleston über Spring Hill und Jefferson entlang der MacCorkle Avenue nach St. Albans verlängert. Ebenfalls 1912 ging als weiterer Vergnügungspark der Luna Park in West Charleston in Betrieb, zu dem von der Central Avenue durch die Park Avenue bis in Höhe Grant Street eine Stichstrecke gebaut wurde.
Die Gesellschaft baute danach eine weitere Strecke von der Summers Street, wo sich die Endstelle kurz vor der Virginia Street befand, durch die State Street (heute Lee Street), Truslow Street (heute überbaut), Lovell Street (heute Washington Street), Charleston Street, Pennsylvania Avenue, Roane Street, Charleston Street (heute Washington Street), Stockton Street und 7th Avenue durch North Charleston nach Dunbar.
1915 ging die Kanawha City Bridge als zweite Flussbrücke mit Straßenbahngleis in Betrieb. Die Strecke in der östlichen Washington Street wurde von der bisherigen Endstelle an der Duffy Avenue hinaus verlängert durch die Washington Street und über die Brücke, die sich in nördlicher Verlängerung der 34. Straße befand, nach Kanawha City. Dort führte die Strecke durch die Central Avenue (heute MacCorkle Avenue) und weiter entlang deren Verlängerung durch Marmet, Chesapeake und Chelyan bis Cabin Creek Junction. Sie wurde abschnittsweise bis 1916 fertiggestellt.
In den 1920er Jahren legte man die Strecke durch die Pennsylvania Avenue und Roane Street still und die Bahnen nach Dunbar fuhren nun direkt durch die Charleston Street auf dem Gleis, auf dem bisher ausschließlich die Linie zum Cato Park (früher Edgewood Park) fuhr. Die zentrale Abfahrtsstelle aller Linien befand sich dann an der Virginia Avenue, Ecke Alderson Street (heute Laidley Street). Noch heute fahren alle Stadtbuslinien in Charleston an der Laidley Street ab.

### Erster Busverkehr
Die Midland Trail Transit Co., die teilweise in Besitz der Charleston Interurban Railroad war, begann 1925 mit dem Linienbusverkehr in Charleston. Die erste Linie führte nach Hillsdale, und zwar von der Virginia Street über die Summers Street, State, Truslow, Lovell, Charleston Street, Bigley Avenue, Cora Street, Crescent Road, Westmoreland Drive, O’Dell Avenue, Garland Avenue und zurück über die Bigley Avenue nach Charleston. Im gleichen Jahr wurde die zweite Linie von der Capitol Street über die Lee Street, Broad Street, Smith Street, Morris Street, Piedmont Road zur Wertz Avenue, sowie eine dritte Linie von der Capitol Street über die South Side Bridge nach South Hills eröffnet. Die letztere Linie führte in South Hills über die Bridge Avenue (heute Bridge Road), Myrtle Avenue, Oakmont Road, Walnut Road, Bridge Avenue, Oakwood Drive (heute Oakwood Road), South Avenue (heute MacCorkle Avenue) und Ferry Street.
Als 1932 das State Capitol von der Capitol Street nach Osten an die Washington Street verlegt wurde, führte die Busgesellschaft ihre Linie zur Piedmont Road auf dem Weg zurück nach Charleston durch die Wertz Avenue, Washington Street, California Avenue, McClung Street, Jackson Street, Ruffner Avenue, Lewis Street, Morris Street und zur Capitol Street, um die beiden Regierungskomplexe miteinander zu verbinden.

### Charleston Transit Company
Die Charleston Interurban Railroad ging 1933 in Konkurs und wurde 1935 als Charleston Transit Co. neu aufgestellt. Sie übernahm auch den Busbetrieb. Die Gesellschaft war nun bestrebt, den unrentabel gewordenen Schienenverkehr loszuwerden und legte zum 29. Juni 1939 sämtliche Strecken still. Busse übernahmen die Verkehrsaufgaben und noch im gleichen Jahr gingen Überlandbuslinien nach Montgomery, St. Albans und Nitro in Betrieb, in den folgenden Jahren wurde das gesamte County mit Buslinien erschlossen. 1971 übernahm die Kanawha Valley Regional Transportation Authority (KRT) den Betrieb, die noch heute zahlreiche Buslinien im Kanawha County betreibt.
Heute bleibt vom ehemaligen Straßenbahnbetrieb lediglich die Kanawha Bridge, die jedoch auch für den Eisenbahnverkehr stillgelegt ist, sowie das Gebäude des ehemaligen Betriebshofs, das mittlerweile durch einen Industriebetrieb genutzt wird. Die Busse wurden hier noch bis Mai 1950 untergestellt, bis der neue, noch heute genutzte Busbetriebshof an der 4th Avenue/Stockton Street eröffnet wurde.